# Kasteel van Le Banchet
Het Kasteel van Le Banchet (Frans: Château du Banchet) is een kasteel in de Franse gemeente Châteauneuf (Saône-et-Loire). Het kasteel is een beschermd historisch monument sinds 2001.